# شلنگ

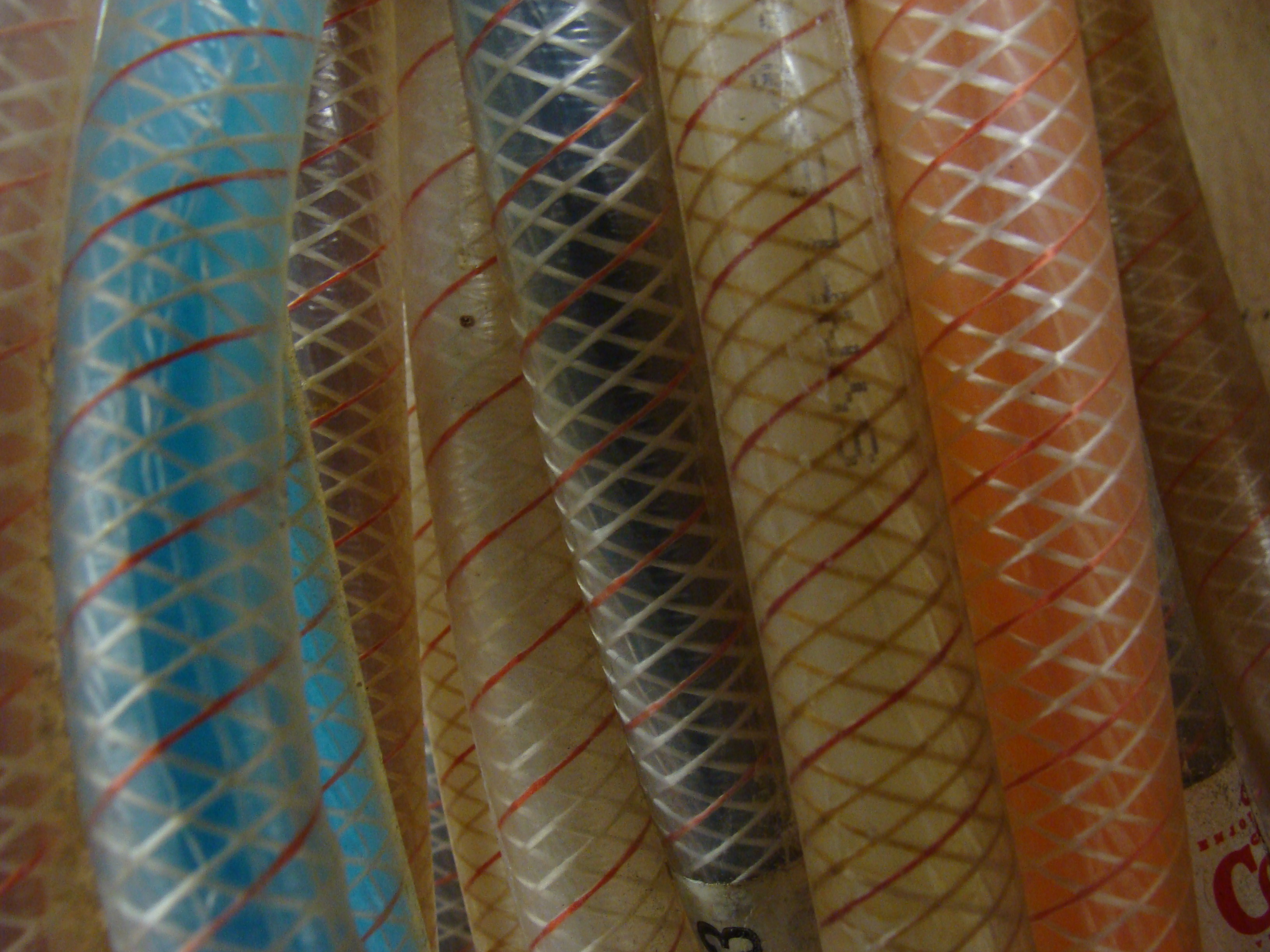
نمونه‌هایی از شلنگ

شِلَنگ (به روسی: Шланг) لوله‌ای توخالی و انعطاف‌پذیر است که برای حملِ سیالات از یک محل به محل دیگر طراحی شده‌است.
گاهی به شلنگ، لوله نیز گفته می‌شود، در حالی که شلنگ نرم و انعطاف‌پذیر است و لوله، سخت و محکم.
معمولاً شلنگ به صورت استوانه‌ای است که سطح مقطعی دایره‌وار دارد. در طراحی شلنگ عوامل متعددی نظیر کاربرد و عملکرد شلنگ، اندازه، فشار، وزن، طول، سازگاری شیمیایی، و چند معیارِ دیگر به‌طور مستقیم و غیرمستقیم دخیل است.
شلنگ از یک ماده یا ترکیبی از مواد مختلف نظیر نایلون، پلی‌اورتان، پلی‌اتیلن، پی‌وی‌سی، لاستیک طبیعی یا لاستیک سنتزی بر اساس محیط‌زیست و فشارِ موردنیاز ساخته می‌شود.
در سال‌های اخیر، شلنگ‌هایی نیز از ترکیب‌های مخصوص از پلی‌اتیلن (LDPE و به‌خصوص LLDPE) تولید می‌شود. شلنگ از مواد دیگری همچون PTFE  (تفلون)، فولاد، یا سایر فلزات نیز ساخته می‌شود.

## واژه‌شناسی
واژهٔ «شِلَنگ» از روسی (шланг، با تلفظِ «شْلَنگ») وارد زبان فارسی شده‌است. روسی نیز آن را از زبان‌های هلندی (slang، به معنی مار، شلنگ) و آلمانی (Schlange، به معنی مار) گرفته‌است. معادل این واژه در زبان عربی، خرطوم است که این واژه خرطوم در زبان فارسی به معنای بینی دراز جانوران است.
- شُل + نگ ( پسوند ابزارساز)

## طراحی
در طراحی شلنگ چند معیار در نظر گرفته می‌شود که کاربرد و اثربخشی با هم ترکیب شود. معیارها شامل اندازه، حداکثر فشار، وزن، طول، سیم‌پیچی بودن و سازگاری شیمیایی با محیط یا انتقال است.
برای دستیابی به مقاومت فشار بهتر، شلنگ‌ها با الیاف یا سیم‌های فلزی، اغلب از فولاد ضد زنگ، تقویت می‌شوند، جایی که سیم‌های فلزی در صنعت شلنگ وارد می‌شوند و در مواد مورد استفاده در صنعت شلنگ قرار می‌گیرند، جایی که شلنگ‌ها با مدور تقویت می‌شوند، یا اشکال مارپیچ، برای حفظ این ساختارها، یا راه‌راه برای مقاومت در برابر فشار داخلی.

## کاربرد
شلنگ‌ها را می‌توان در آب یا سایر محیط‌های مایع یا برای انتقال هوا یا گازهای دیگر استفاده کرد. شلنگ‌ها برای انتقال سیالات از طریق هوا یا محیط‌های سیال استفاده می‌شوند.
کاربردهای خاص شامل موارد زیر است:
- شلنگ باغچه برای آبیاری گیاهان در باغ یا چمن یا برای انتقال آب به آبپاش برای همین منظور استفاده می‌شود.
- شلنگ سخت برای آبیاری محصولات کشاورزی در آبیاری قطره‌ای استفاده می‌شود.
- شلنگ آتش‌نشانی توسط آتش‌نشان‌ها برای انتقال آب به محل آتش‌سوزی استفاده می‌شود.
- شلنگ هوا در غواصی زیر آب برای حمل هوا از کمپرسور سطحی یا مخزن‌های هوا استفاده می‌شود.
- شلنگ‌ها از زمانی که این فناوری توسط جرج وستینگهاوس در سال ۱۸۶۸ اختراع شد در سیستم‌های ترمز بادی مورد استفاده قرار گرفته است.
  - شلنگ ترمز هوای راه‌آهن که بین لوکوموتیوها و واگن‌های راه‌آهن استفاده می شود.
  - شلنگ ترمز هوای کامیون که بین تراکتور و نیمه‌تریلر استفاده می‌شود.
  - جاروبرقی‌ها اغلب دارای شیلنگ‌های جاروبرقی انعطاف‌پذیر هستند تا سر تمیزکننده را به موتور متصل کنند. این شلنگ‌های جاروبرقی در زبان فارسی، لوله خرطومی نامیده می‌شوند.[۶]
- در خدمات ساختمانی از شلنگ‌های فلزی یا پلاستیکی برای جابجایی آب در اطراف ساختمان استفاده می‌شود.
- استفاده از شلنگ برای تراز کردن که به شلنگ تراز معروف است و میان کارگرهای ساختمانی بسیار رایج است.[۷]